# Bonstetten (Svizzera)
Bonstetten (toponimo tedesco) è un comune svizzero di 5 435 abitanti del Canton Zurigo, nel distretto di Affoltern.

## Monumenti e luoghi d'interesse

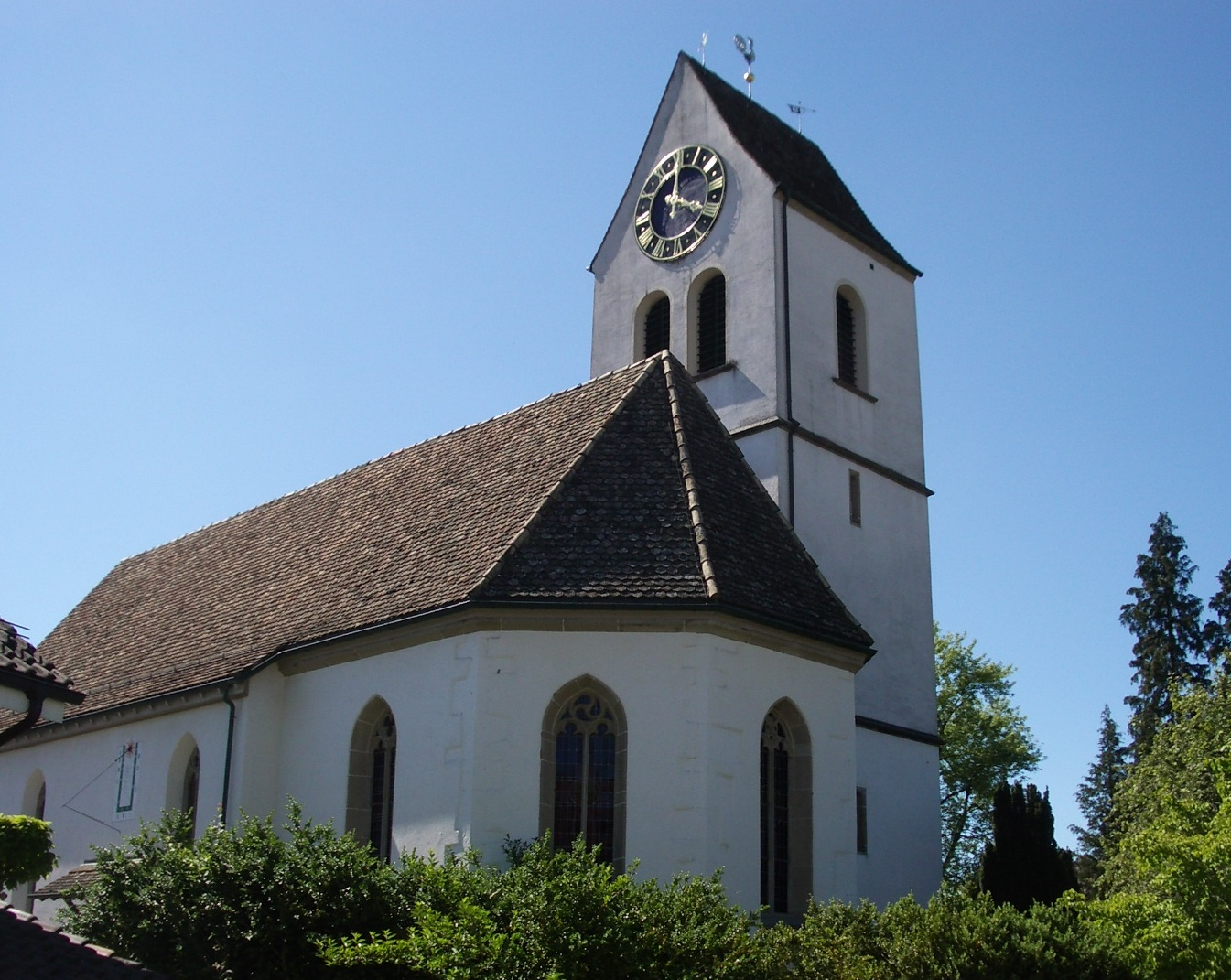
La chiesa riformata

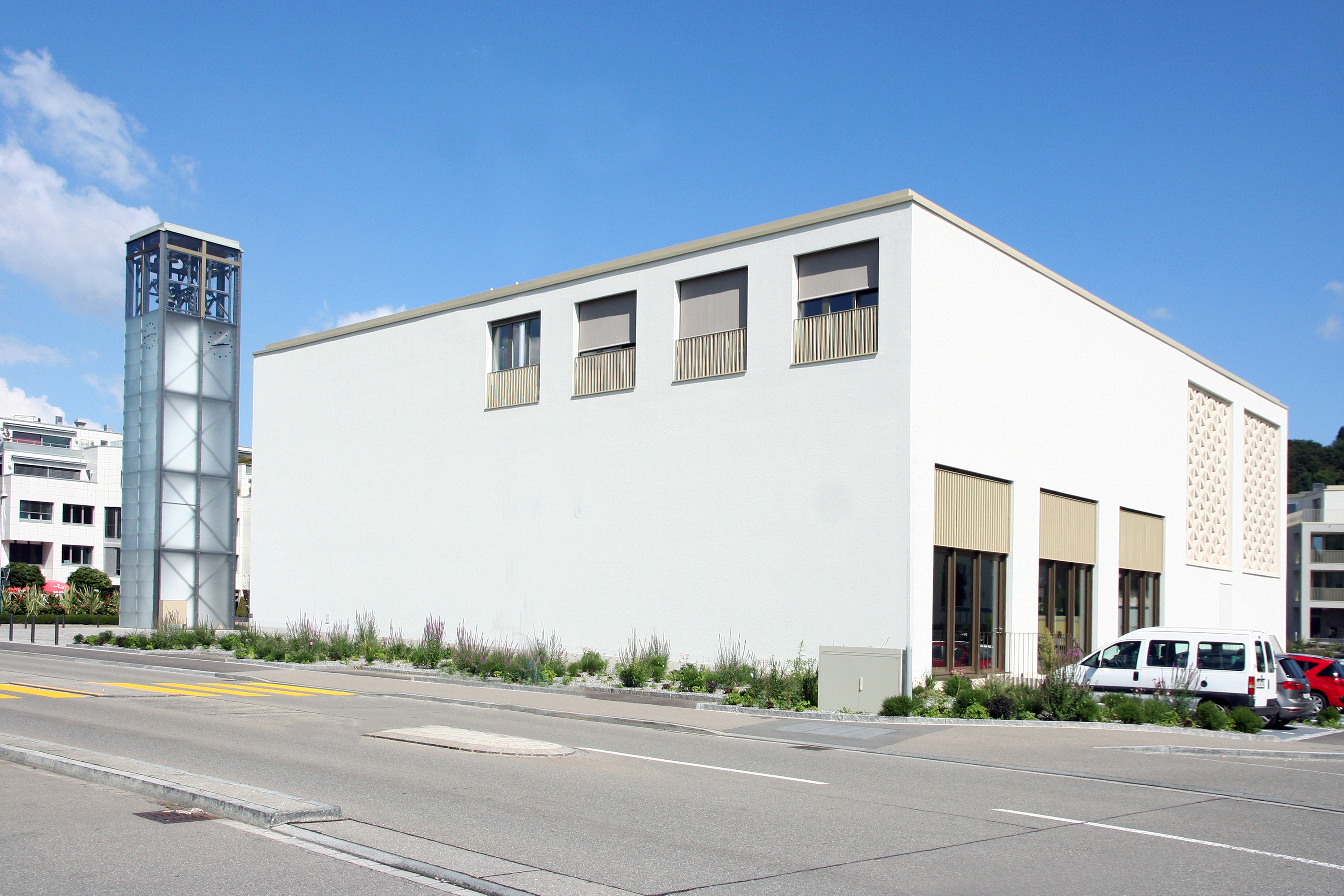
La chiesa cattolica di San Maurizio

- Chiesa riformata, attestata dal XIV secolo e ricostruita nel 1484[1];
- Chiesa cattolica di San Maurizio, eretta nel 1980[1].

## Società

### Evoluzione demografica
L'evoluzione demografica è riportata nella seguente tabella:
Abitanti censiti

## Infrastrutture e trasporti
Bonstetten è servito dalla stazione di Bonstetten-Wettswil am Albis sulla ferrovia Zurigo-Zugo.

## Amministrazione
Ogni famiglia originaria del luogo fa parte del cosiddetto comune patriziale e ha la responsabilità della manutenzione di ogni bene ricadente all'interno dei confini del comune.